# Eugène Mougel
Dieudonné Eugène Mougel, häufig Mougel Bey genannt (* 27. November 1808 in Châtel-sur-Moselle; † 27. November 1890 in Paris), war ein französischer Wasserbauingenieur.
Mougel zeigte schon während seiner Schulzeit in dem kleinen Ort Châtel in den Vogesen eine große Begabung für Mathematik. Am Internat in Mirecourt erhielt er eine betont mathematische Ausbildung. Als Zwanzigjähriger wurde er in die École polytechnique aufgenommen, die er 1830 abschloss. An der Julirevolution beteiligte er sich als Aide-de-camp von Lafayette. 1831 begann er seine Tätigkeit in der französischen Bauverwaltung mit Arbeiten im Hafen von Fécamp. Anschließend wurde er nach Ägypten entsandt, um unter der Herrschaft von Muhammad Ali Pascha das Arsenal von Alexandria fertigzustellen. Als Anerkennung seiner Leistung erhielt er den Titel Bey; in Frankreich wurde er 1844 zum Ritter der Ehrenlegion ernannt.
1843 wurde er von Muhammad Ali Pascha mit dem Bau der Delta Barrages beauftragt, dem zwar schon von Linant de Bellefonds 1833 begonnenen, aber bald wieder eingestellten Projekt zweier Stauwehre über die beiden Nilarme nördlich von Kairo. Mougel-Bey führte seinen eigenen neuen Entwurf des Bauwerks ab 1847 aus. Das Projekt wurde aus verschiedensten Gründen mehrfach unterbrochen und schließlich 1861 beendet.
Zu dieser Zeit hatte der Vizekönig Muhammad Said bereits Ferdinand de Lesseps die Konzession zum Bau des Sueskanals erteilt und auf dessen Vorschlag Linant de Bellefonds und Mougel Bey mit der Ausarbeitung eines Memorandums beauftragt, in dem der Kanal skizziert und eine erste grobe Kostenschätzung aufgestellt wurde. Dieses Memorandum von 1855 wurde anschließend der Internationalen Kommission über die Durchstechung der Landenge von Suez vorgelegt, die unter Berücksichtigung der Vorschläge ihrer Mitglieder, u. a. von Alois Negrelli, die endgültige Trasse des Sueskanals festlegte. Für den 1859 begonnenen Bau des Kanals wurde Mougel Bey zum Projektleiter ernannt. Aufgrund von Unstimmigkeiten innerhalb der Sueskanal-Gesellschaft kündigte Mougel 1861 und zog sich nach Paris zurück.